# Comuna Kaciîn, Kamin-Kașîrskîi
Kaciîn (în ucraineană Качин) este o comună în raionul Kamin-Kașîrskîi, regiunea Volînia, Ucraina, formată din satele Kaciîn (reședința), Oleksandria și Stavîșce.

## Demografie
Componența lingvistică a satului Kaciîn
     Ucraineană (99,76%)
     Alte limbi (0,24%)
Conform recensământului din 2001, majoritatea populației satului Kaciîn era vorbitoare de ucraineană (99,76%), existând în minoritate și vorbitori de alte limbi.